# Villastaden, Gävle

Villastaden (tidigare Södra Villakvarteren) är en stadsdel i Gävle belägen mellan Gavleån i norr, Kungsbäck i väst, Olsbacka i syd och Vallbacken i öst. Stadsdelen växte upp i början av 1900-talet och består till största delen av mycket stora, i många fall luxuösa, villor på stora tomter. Det oregelbundna gatunätet (som är namngett efter bl.a. gudar från den nordiska mytologin), till stor del kantat av träd och här och var mynnande i små platsbildningar, är en god representant för den stadsbyggnadsfilosofi som rådde i Sverige kring förra sekelskiftet och här främst företräddes av P O Hallman. Gävles stadsarkitekt 1877-1922 Erik Alfred Hedin satte stor prägel på Gävles stadsplanering och Villastaden är ett tydligt exempel.
Det lantliga läget i utkanten av dåvarande Gävle tillsammans med närheten till det 1909 inflyttade Hälsinge regemente gjorde att stadsdelen blev populär hos officerare och andra ur stadens högre stånd. Stadsdelen har än i dag de högsta taxeringsvärdena och försäljningspriserna i Gävle kommun.
I Villastaden finns grundskolan Solängsskolan (där såväl Cat Stevens som Regina Lund varit elever) med förskoleklass och årskurserna 1 till 6.
Längs Kungsbäcksvägen och Gavleån, i stadsdelens norra utkant, finns Gävles "evenemangsstråk" med konserthuset, f.d fotbollsstadion Strömvallen och kvarteret Silvanum med konsthall och utbildningslokaler för högskolan.

## Bilder

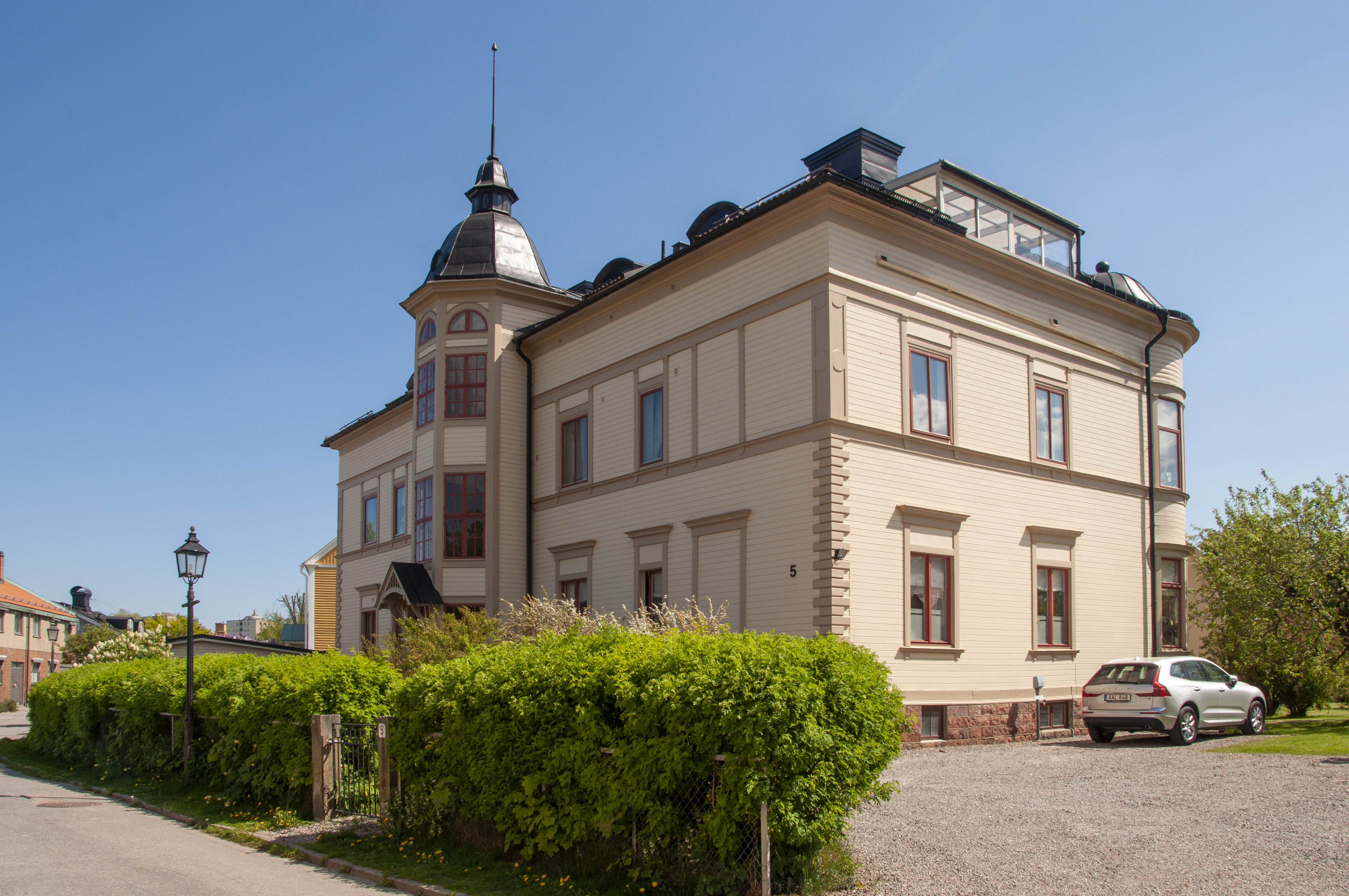
Kungsbacksvägen 5
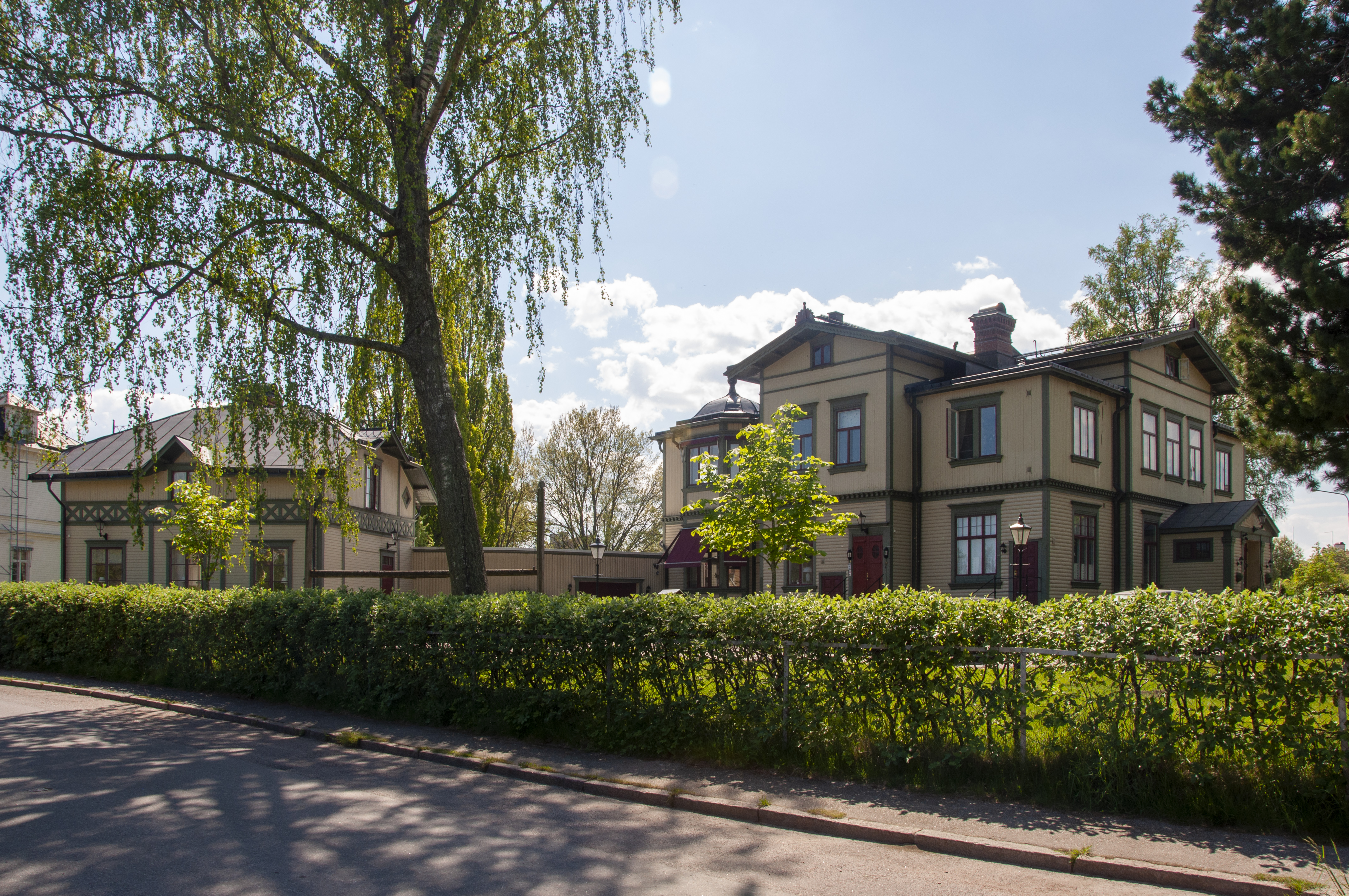
Villa Martin
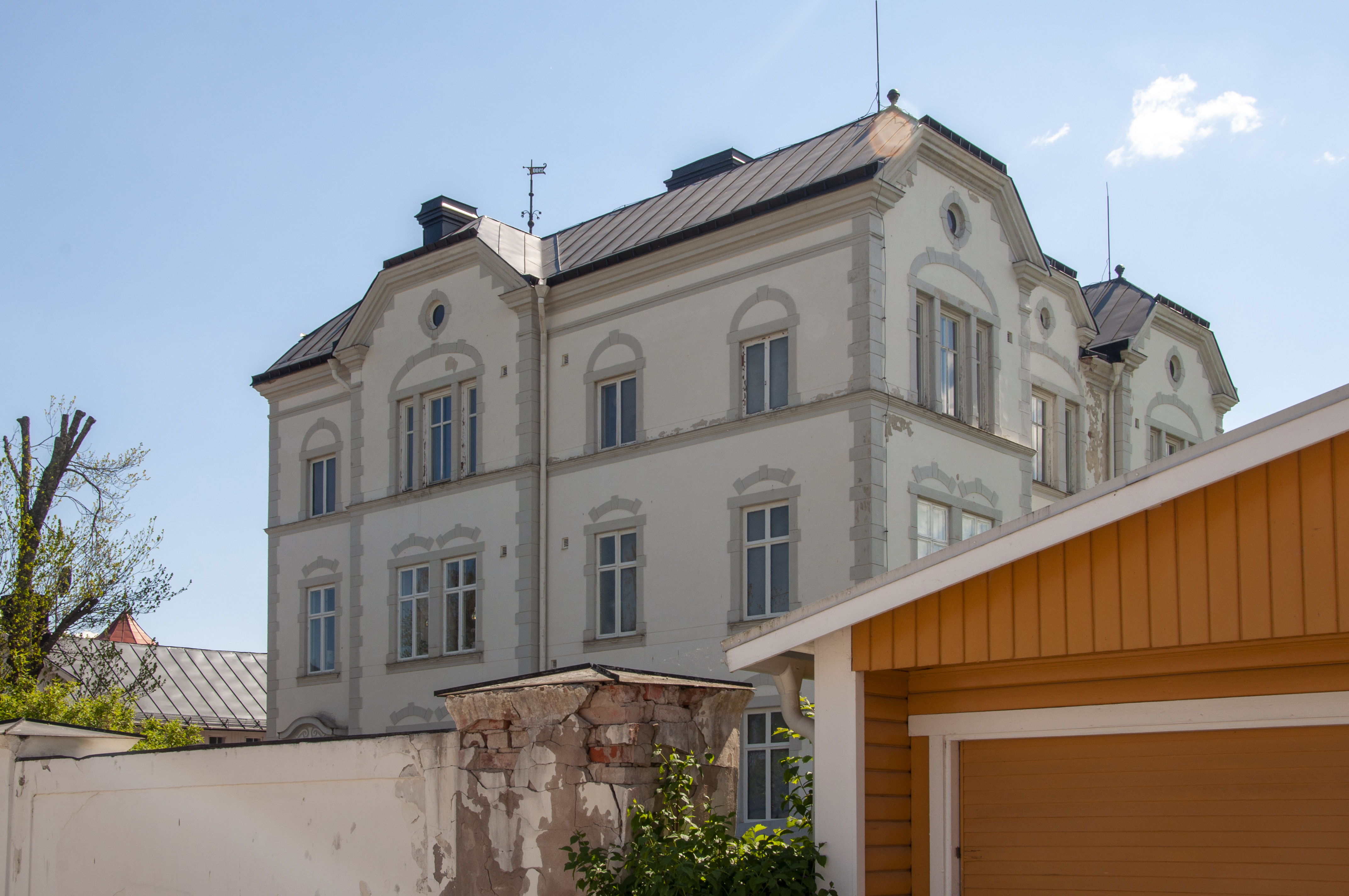
Villa Fogelberg